# Enrekang
Enrekang ist eine Stadt und ein eigener Distrikt (Kecamatan) im Regierungsbezirk (Kabupaten) Enrekang in der Provinz Südsulawesi, Indonesien. Enrekang besitzt 30.260 Einwohner (2010) und ist Hauptsitz des gleichnamigen Regierungsbezirks. In Enrekang mündet der Mata Allo in den Sadang-Fluss.
Der Distrikt gliedert sich in 14 Desa und 4 Kelurahan:
Desa:
1. Karueng
2. Cemba
3. Tungka
4. Temban
5. Buttu Batu
6. Tallu Bamba
7. Tuara
8. Lembang
9. Rosoan
10. Lewaja
11. Ranga
12. Kaluppini
13. Tobalu
14. Tokkonan

Kelurahan:
1. Leoran
2. Galonta
3. Juppandang
4. Puserren